# 在ヌメア領事事務所
在ヌメア領事事務所（フランス語: Bureau consulaire du Japon à Nouméa、英語: Consular Office of Japan in Nouméa）は、フランス領ニューカレドニアの首都ヌメアに設置されている日本の領事事務所である。

## 歴史
大日本帝国時代の1940年3月20日、在ヌメア日本帝国領事館（フランス語: Consulat du Japon à Nouméa、英語: Consulate of Japan in Nouméa）が設置された。但し、ヌメアの帝国領事館は太平洋戦争勃発に伴い僅か2年足らずで閉鎖されている。大日本帝国に対して協力的だったフランス領インドシナ（仏印）とは対照的に、ニューカレドニアは従前より自由フランスや連合国を支持しており、1941年12月8日、真珠湾攻撃による日米開戦の報が入ると警察が現地在住の日本人男性を次々と逮捕し、当日だけで帝国領事館に勤務する外交官を含む約380名を拘禁所に収容した。
1952年4月28日、サンフランシスコ平和条約の発効により日本が独立したが、ニューカレドニアを領有するフランスも同条約締結国のうちの一国で、第二次世界大戦により途絶していた日仏関係が再開された。1972年2月、日本での留学経験があり日本人女性と結婚した日系ニューカレドニア人の実業家ジョルジュ・ツツイが名誉領事を拝命したことによって、在ヌメア日本国名誉領事館（フランス語: Consulat Honoraire du Japon à Nouméa、英語: Honorary Consulate of Japan in Nouméa）が開館した。
2023年1月1日、在ヌメア領事事務所が新設された。初代所長は増田是人。ニューカレドニアに日本の領事機関が置かれるのは第二次世界大戦終結後では初の例である。同年3月4日、ヌメア市庁舎で領事事務所の開所式・レセプションが開催され、フランス・ニューカレドニアからはジェラルド・ダルマナン内務・海外領土相、ジャン＝フランソワ・カレンコ海外領土担当相、ソニア・バッケス市民権担当長官、ソニア・ラガルド市長などの要人が、日本からは現地日系企業関係者や山田賢司外務副大臣が出席した。

## 所在地
ヒルトン・ホテルズ&リゾーツが営業するホテル「ヒルトン・ヌメア・ラ・プロムナード・レジデンス」（フランス語: Hilton Noumea La Promenade Residences）のB302号室に入居している。住所は以下の通り。
```
Hilton Noumea La Promenade Residences
Numéro de chambre : B302
109 Promenade Roger Laroque
Nouméa 98807 Nouvelle-Calédonie France
```

## 館長

### 領事（1940年 - 1941年）
| 代 | 氏名（日本語） | 氏名（フランス語） | 着任   | 退任   | 備考  |
| -- | -------------- | ------------------ | ------ | ------ | ----- |
| 1  | 黒木時太郎     | Tokitaro Kuroki    | 1940年 | 1941年 | [ 1 ] |
| 2  | 山下芳郎       | Yoshiro Yamashita  | 1941年 | 1941年 | [ 1 ] |

### 名誉領事（1972年 - 2022年）
| 代 | 氏名（日本語）                                         | 氏名（フランス語） | 着任   | 退任   | 備考                 |
| -- | ------------------------------------------------------ | ------------------ | ------ | ------ | -------------------- |
| 1  | ジョルジュ・ツツイ（日本名: 筒井譲二）                 | Georges Tsutsui    | 1972年 | 1978年 | 在任中に逝去         |
| -  | 空席                                                   | Vacant             | 1978年 | 1984年 | [ 4 ] [ 5 ]          |
| 2  | アンドレ・ナカガワ                                     | André Nakagawa     | 1984年 | 2005年 | [ 4 ] [ 5 ]          |
| 3  | マリー＝ジョゼ・ミッシェル（マリージョセ・ミッシェル） | Marie-José Michel  | 2005年 | 2020年 | [ 15 ] [ 16 ]        |
| 4  | コリーヌ・モリ                                         | Corinne Mori       | 2020年 | 2022年 | [ 16 ] [ 17 ] [ 18 ] |

### 領事事務所長（2023年 - ）
| 代 | 氏名（日本語） | 氏名（フランス語） | 着任   | 退任     | 備考        |
| -- | -------------- | ------------------ | ------ | -------- | ----------- |
| 1  | 増田是人       | Korehito Masuda    | 2023年 | 2024年   | [ 8 ] [ 9 ] |
| 2  | 堀田裕子       | Yuko Hotta         | 2024年 | （現職） |             |

## 管轄地域
ニューカレドニア、フランス領ポリネシア及びウォリス・フツナ（ワリス・フテュナ）を管轄。